# Венгерский музей естественной истории

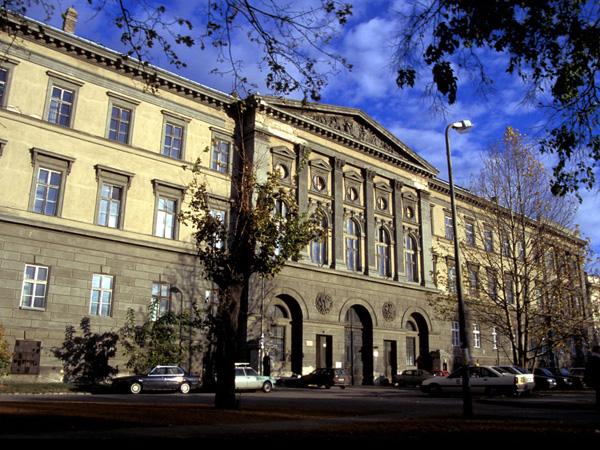
Академия Людовика на территории музея

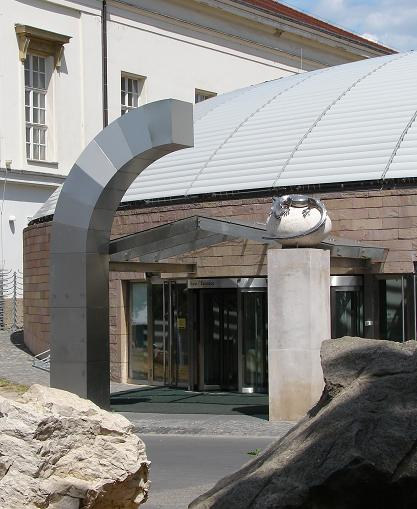
Главный вход на выставки музея

Венгерский музей естественной истории (венг. Magyar Természettudományi Múzeum) — музей в Будапеште, основан в 1802 году. Располагает крупнейшей коллекцией естественной истории Венгрии.

## История музея

### Фонд
В 1802 году граф Ференц Сеченьи завещал свою библиотеку и нумизматическую коллекцию для создания основы будущей Венгерской Национальной библиотеки и научно-образовательного центра. Эти материалы положили начало венгерскому Национальному музею (Национальная библиотека имени Сеченьи). Коллекция минералов жены графа, Юлианны Фештетич, дала начало коллекции материалов естественной истории музея.
Первые палеонтологические коллекции музей получил в подарок от эрцгерцога Райнера в 1811 году, в этом же году музеем была куплена и первая зоологическая коллекция. В конце 1818 года Китайбель Паль передал за 7000 форинтов музею гербарий, который положил начало Ботаническому отделу музея.
К 1848 году — времени венгерских выступлений против Австрийской империи, коллекция музея насчитывала около 13.000 экземпляров, его зоологическая коллекция — около 35.000 экземпляров. В последующем наиболее ценным приобретением музея в 1856 году была коллекция Королевского Венгерского общества естественной истории.
С 1870 года Венгерский Национальный музей имеет отделы зоологии, ботаники и минералогии. Размер коллекций на конец девятнадцатого века превысил 1 млн экземпляров.

### Между мировыми войнами
В 1927 году в Будапеште состоялся десятый Всемирный Конгресс зоологии, к этому времени коллекция насекомых в музее составила около 3 миллионов экземпляров. Увеличивающимся коллекциям было уже слишком мало места в музее и их частично разместили в новом Музее естественной истории, основанном в 1933 году.
Большинство ботанических коллекций музея погибло во время Второй Мировой войны.

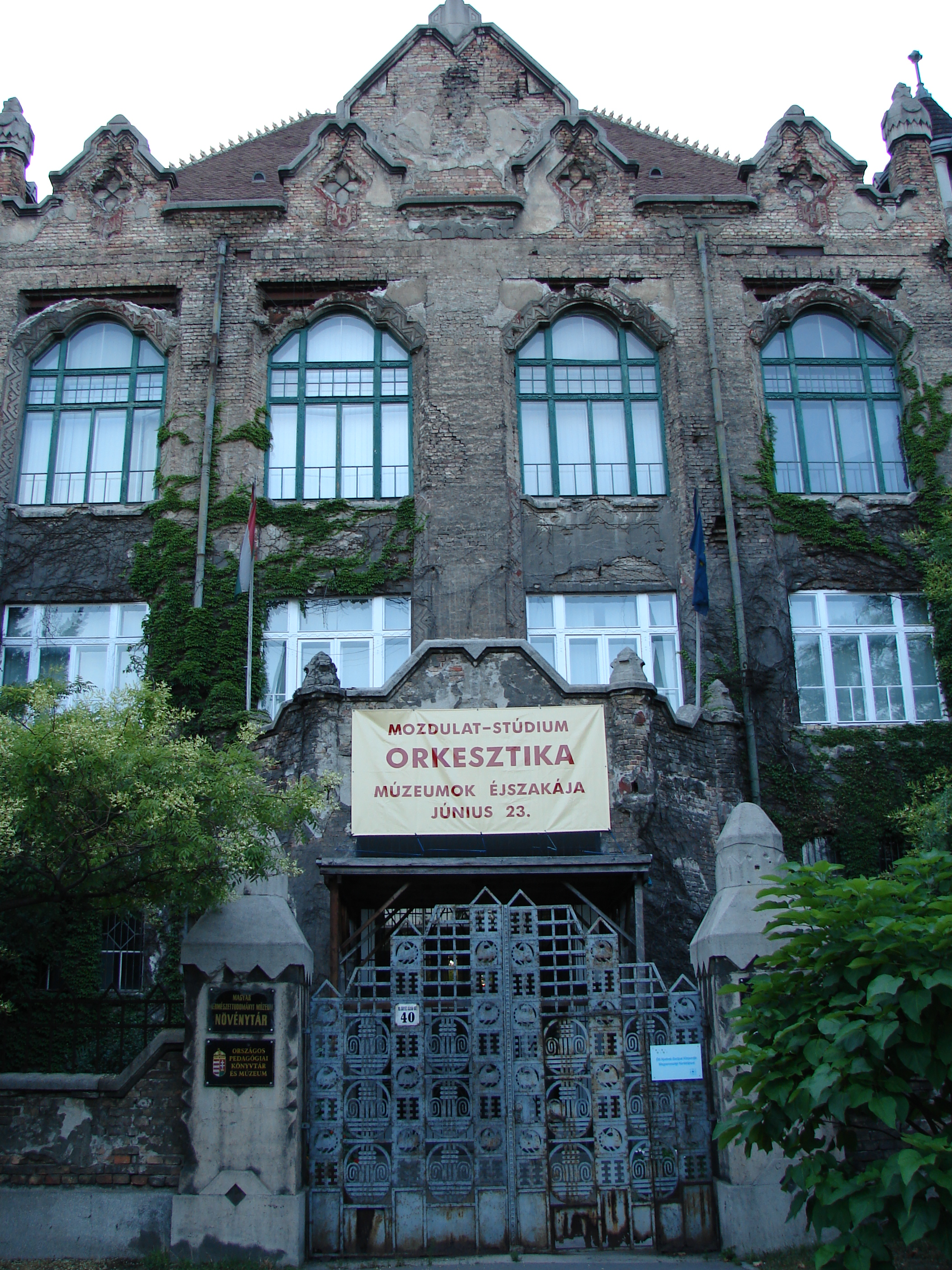
Ботаническая коллекция по-прежнему находится в историческом здании на улице Кальмана в Будапеште. Для посетителей закрыта

### После Второй мировой войны
Вскоре после войны в музее открылся отдел антропологии, который в настоящее время является одним из десяти крупнейших в Европе.
Отдел специализировался на сборе и изучении материалов венгерской флоры и фауны.
Во время антиправительственных выступлений в Будапеште в 1956 году артиллерийский снаряд попал в главное здание Национального музея. От разрыва снаряда пострадала минералогическая и палеонтологическая коллекция музея. Во время мятежа было сожжено 100 000 томов научных изданий, уничтожено 36,000 чучел птиц, 13,000 рыб, амфибий и рептилий и др.
Несколько лет спустя Жигмонд Сеченьи (Zsigmond Széchenyi) предпринял несколько экспедиций в Африку, чтобы собрать дополнительные материалы для музея для компенсации потерь. В 1960-х и 1970-х годах музейные работники ездили в страны социалистического лагеря — Северную Корею, Вьетнам, Кубу и Монголию для сбора коллекции флоры и фауны этих стран.
В 1979 году отдел ботаники музея переехал в историческое здание, спроектированное венгерским архитектором Одоном Лехнером.

## Новейшая история
До начала 1990-х годов в Музее естественной истории, несмотря на постоянный рост его коллекций, не было отдельного выставочного пространства. Венгерское правительство приняло решение перенести музей в здание Академии Людовика: исторический памятник, построенный для Венгерской военной академии.
В настоящее время там уже размещены отделы антропологии, минералогии и петрологии, геологии и палеонтологии. Там же разместились коллекции птиц и млекопитающих, коллекции по зоологии, лаборатории молекулярной генетики.
Зоологическая коллекция музея является пятой по величине в Европе и имеет около 7 миллионов образцов беспозвоночных и позвоночных животных. В вестибюле музея выставлен 20 — метровый скелет финвала (Balaenoptera physalus).

## Структура музея
В состав музея входят основные отделы:
- Отдел антропологии;
- Отдел зоологии;
- Отдел ботаники;
- Отдел минералогии и петрологии;
- Отдел геологии и палеонтологии;
- Библиотека.

## Публикации
В музей издается литература по его тематике, четыре периодических издания, в том числе Acta Zoologica Academiae Scientiarum Hungaricae.